# Symphonie no 5 de Beethoven
Pour les articles homonymes, voir Symphonie no 5.
La Symphonie no 5 en ut mineur, op. 67, dite Symphonie du Destin, a été écrite par Ludwig van Beethoven en 1805-1807, et créée le 22 décembre 1808, au Theater an der Wien de Vienne. Le compositeur a dédié l'œuvre au prince Lobkowitz et au comte Razoumovski, un diplomate russe qui avait commandé les trois quatuors à cordes de l'op. 59 à Beethoven.
La composition est menée en parallèle avec celle de la symphonie no 6, dont la première a lieu durant le même concert. Au cours de cette période marquée par les guerres napoléoniennes (occupation de Vienne en 1805), Beethoven, qui aborde la trentaine, est de plus en plus sourd.
Cette symphonie a acquis une grande renommée dès les premiers temps qui ont suivi sa première exécution. E.T.A. Hoffmann l'a alors décrite comme l'« une des œuvres les plus marquantes de l'époque ». Elle est au fil du temps devenue l'une des compositions les plus populaires de la musique classique et est fréquemment jouée et enregistrée.
Le premier mouvement Allegro con brio est l'un des plus intenses de l'histoire de la musique grâce à sa très célèbre cellule rythmique :

## Composition et publication
Il n'est pas possible de déterminer une date précise pour la composition de la Cinquième symphonie de Beethoven. Cette œuvre qui montre l'apparence d'une immédiate spontanéité est l'une de celles — les cahiers d'esquisses laissés par Beethoven le montrent — dont la maturation fut la plus longue. Quelques éléments thématiques hantaient déjà l'imagination de Beethoven en 1795 environ. Il se peut qu'à cette époque Beethoven ait pris connaissance des musiques composées pour les cérémonies publiques de la France révolutionnaire par Claude Joseph Rouget de Lisle (Hymne dithyrambique sur la conjuration de Robespierre, 1794), François-Joseph Gossec (Le Triomphe de la République, 1793) ou Luigi Cherubini (Hymne au Panthéon, 1794), le compositeur contemporain qu'il admirait le plus,.
On trouve les premières véritables ébauches dans les cahiers de 1803, mêlées aux esquisses de sa Troisième symphonie, et « elle appartient manifestement au même stream of consciousness » selon Chantavoine.
Cependant, Beethoven a interrompu son élaboration à de nombreuses reprises pour travailler à d'autres créations, entre autres la première version de Fidelio — dont le finale en ut majeur n'est pas sans analogie avec celui de la Cinquième symphonie —, la Sonate pour piano no 23 dite « appassionata », les quatuors à cordes nos 7, 8 et 9, son Concerto pour violon, son Concerto pour piano no 4, la Quatrième symphonie, ou encore la Messe en ut majeur.
L'écriture de la Cinquième ne commença vraiment qu'en 1805, le gros du travail eut lieu en 1807 et la partition ne fut achevée qu'au début 1808, au plus tard le 3 mars selon Nottebohm. Une lettre de Beethoven au comte Franz von Oppersdorf en mars 1808 mentionne l'achèvement d'une symphonie : « Le dernier mouvement de la Symphonie a trois trombones et un octavin — et bien qu'à vrai dire il n'y ait pas trois timbales, cette combinaison d'instruments produira quand même plus de bruit et, qui plus est, un bruit plus agréable que six timbales. »

### Création

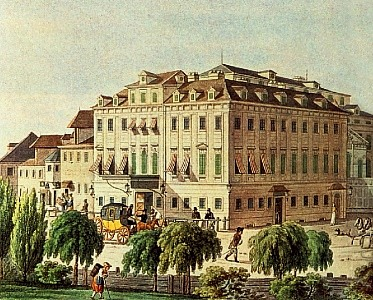
Le Theater an der Wien comme on pouvait le voir au début du XIXe siècle.

La première de la cinquième symphonie eut lieu le 22 décembre 1808 lors d′un grand concert au Theater an der Wien. Beethoven était sur le point de quitter Vienne pour entrer au service de Jérôme Bonaparte, roi de Westphalie, en tant que maître de chapelle à Cassel et voulait offrir aux Viennois un immense concert (une Académie selon le terme en usage à l'époque). L'avis paru dans la Wiener Zeitung du 17 décembre 1808 stipulait qu'il s'agissait de morceaux entièrement nouveaux de Beethoven, mais sans plus. Il dura plus de quatre heures et le programme était celui-ci :
Première partie :
1. Une « Symphonie intitulée Souvenirs de Vie à la Campagne, en fa majeur (no 6) » ;
2. « Ah, perfido », op. 65 ;
3. Le Gloria de la Messe en ut majeur ;
4. Le Concerto pour piano no 4 interprété par Beethoven au piano.

Deuxième partie :
1. « Grande Symphonie en ut mineur (no 5) » ;
2. Les Sanctus et Benedictus de la Messe en ut majeur ;
3. Fantaisie pour piano solo (improvisée par Beethoven, le futur opus 77) ;
4. La Fantaisie chorale.

Les œuvres présentées n'étaient finalement pas toutes nouvelles. L'air de concert « Ah, perfido » date de la tournée de 1796 (Prague, Dresde, Leipzig, Berlin). Ici, Beethoven évoque clairement la douleur du départ, les adieux adressés au public viennois et son regret de le quitter : « Aie pitié, ne me dis pas adieu. Que ferai-je sans toi ? Tu le sais, mon bien-aimé, je mourrai de douleur. »
Les deux symphonies furent présentées au public dans l'ordre de numérotation inverse de celui aujourd'hui connu. L′ut mineur était la 6e alors que la Pastorale était la Cinquième. Toutefois, lors de leur parution chez Breitkopf & Härtel en avril 1809, elles portent leur numéros définitifs : l'ut mineur devient la 5e Symphonie avec le numéro d'opus 67, et la Pastorale devient la 6e avec le numéro d'opus 68.
La création de la Cinquième se solda par un fiasco : un programme d'environ quatre heures, joué dans une salle glaciale, après une seule répétition, par des musiciens pour la plupart de second ordre, exigeait trop des exécutants et de l'auditoire. La qualité de la prestation laissa particulièrement à désirer car, avec son caractère emporté, Beethoven s'était mis l'orchestre à dos :

« L'orchestre du Theater an der Wien était tellement monté contre lui qu'il n'y avait plus que les chefs d'orchestre Seyfried et Clément pour vouloir avoir affaire à lui ; et il fallut user de beaucoup de persuasion et mettre la condition que Beethoven ne serait pas présent dans la salle pendant les répétitions pour que les musiciens consentent à jouer. Pendant les répétitions, qui avaient lieu dans le grand local situé derrière la scène, Beethoven allait et venait dans une pièce voisine. »

— Roeckel.

« [À Vienne] l'état de la musique ne cesse d'empirer. Nous avons des Maîtres de Chapelle qui savent aussi peu diriger qu'ils s'entendent eux-mêmes à lire une partition. Au Theater auf der Wieden, naturellement, cela dépasse tout. C'est là que j'ai dû donner mon concert alors que de tous côtés des obstacles furent dressés sur mon chemin de la part de tous ceux qui s'occupent de musique. Les promoteurs du concert pour les veuves, et en premier lieu monsieur Salieri qui est mon opposant le plus acharné, m'avaient joué cet ignoble tour : ils avaient menacé de licencier tout musicien faisant partie de leur cercle qui jouerait pour moi. Bien que plus d'une faute, à quoi je ne pouvais rien, eût été commise, le public néanmoins accueillit tout avec enthousiasme. Malgré cela des écrivailleurs de Vienne ne manqueront certes pas de décocher contre moi dans la Musikalische Zeitung leurs misérables traits. Les musiciens surtout étaient indignés quand par inadvertance une petite erreur dans le passage le plus simple du monde fut commise ; j'imposai soudain le silence et criai à tue-tête : « Reprenez ! » Jamais rien de pareil ne leur était arrivé : le public en manifesta sa satisfaction. »

— Beethoven, lettre à Breitkopf et Härtel, 7 janvier 1809.
Ferdinand Ries, élève et ami de Beethoven, rapporte aussi l'incident :

« [Dans la Fantaisie avec chœurs] le clarinettiste, arrivant à un passage où le beau thème varié de la fin est déjà rentré, fit par mégarde une reprise de huit mesures. Comme alors peu d'instruments jouent, cette erreur d'exécution fut naturellement cruellement blessante pour les oreilles. Beethoven se leva tout furieux, se retourna, injuria les musiciens de l'orchestre de la manière la plus grossière, et si haut que tout le public entendit. Enfin il s'écria : « Du commencement ! » Le thème fut repris. Tous allèrent bien et le succès fut éclatant. Mais quand le succès fut fini, les artistes ne se souvinrent que trop bien des titres d'honneur que Beethoven leur avait publiquement donnés, et comme l'offense venait d'avoir lieu, ils entrèrent dans une grande colère et jurèrent de ne plus jamais jouer quand Beethoven serait à l'orchestre, etc. »

— Ferdinand Ries.
Johann Friedrich Reichardt, qui était arrivé à Vienne le 24 novembre 1808 pour apprendre que Beethoven s'était vu offrir son poste à Cassel (Royaume de Westphalie) et était invité dans la loge du prince Lobkowitz, se borne à écrire : « grande symphonie, très développée et sophistiquée, trop longue ».

### Éditions
Les parties furent publiées quelques mois après la première, en avril 1809, par Breitkopf & Härtel à Leipzig, avec une double dédicace : « À son Altesse Sérénissime Monseigneur le Prince régnant de Lobkowitz, duc de Raudnitz » et « À son Excellence Monsieur le Comte de Razoumovsky ». L'éditeur Härtel s'était rendu à Vienne en août 1808 pour négocier directement avec Beethoven et intensifier leurs relations d’affaires. Il avait remis au compositeur la coquette somme de 100 ducats en espèces pour les numéros d’opus 67-70, la Cinquième et la Sixième Symphonie, la Sonate pour Violoncelle en la majeur et deux Trios pour Piano et se fit attester simultanément la propriété de ces œuvres.
Cette édition princeps de Leipzig fut préparée à partir des copies de partition (Stichvorlage) fournies par Beethoven plusieurs mois avant la première, alors que la composition n'était pas encore fixée — Beethoven le reconnaît lui-même dans une lettre à Gottfried Christoph Härtel le 4 mars 1809 — et qu'il continuait à retoucher sa symphonie à Vienne. L′édition princeps contenait déjà quelques coquilles par rapport au manuscrit original de Beethoven, malgré les révisions du compositeur lui-même. Il semble que l'éditeur et le compositeur aient tous deux renoncé à des corrections par souci pratique ou en attendant une édition complète ultérieure. La deuxième impression à l'automne 1809 comportait encore des erreurs que Beethoven reprocha vertement à son éditeur. D'après Gabor Darvas, après quelques années de controverses sur la publication de 1825 et l'intervention personnelle de Mendelssohn lui-même, deux mesures inutiles situées après la 273e du 1er mouvement furent retirées. La parution ultérieure, chez le même éditeur en mars 1826, fut préparée à partir de l′autographe et des parties sans tenir compte de manière plus adéquate des autres manuscrits liés à l'œuvre depuis 1809.

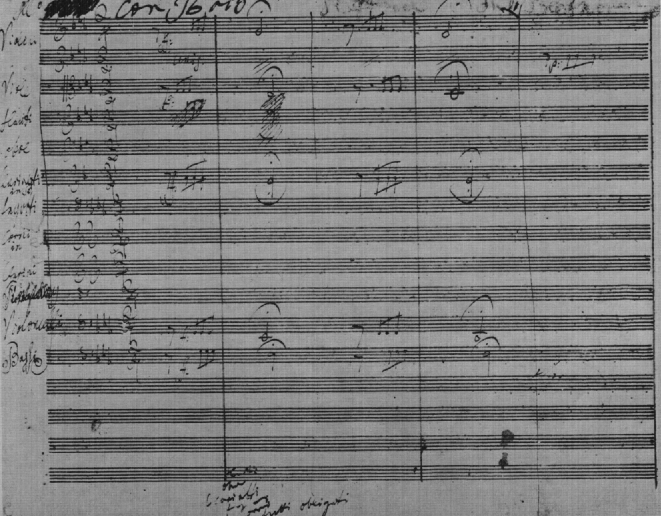
Autographe de la première page
de la partition de la 5e symphonie de Beethoven.

Les parties originales avec les corrections de la main de Beethoven furent conservées par Breitkopf & Härtel jusqu'à la Seconde Guerre mondiale et furent perdues en 1943 — à part 116 des 182 pages photographiées — de même qu'une autre copie de la partition. Cependant, une copie des parties ayant servi à la première et aux exécutions ultérieures par la Gesellschaft der Musikfreunde à Vienne rend possible une reconstruction de la version de Vienne.
Une édition complète des œuvres de Beethoven (Beethoven Gesamtausgabe) eut lieu en 1862-1865. Une nouvelle édition fut initiée par la Beethoven-Haus à Bonn en 1961. Il est néanmoins difficile d'identifier la version définitive d'une partition de Beethoven, car les bibliothèques détiennent nombre de manuscrits et d'éditions différents, altérés ou non par des corrections, parfois apportées en plusieurs étapes. Une édition exacte semble même rester chimérique, tant Beethoven lui-même était conscient des ramifications de ses altérations parfois non coordonnées de sa symphonie dans différentes sources,.
En 1995, Breitkopf et Härtel publient une édition dite Urtext basée sur les travaux de Clive Brown. Le chef d'orchestre Kurt Masur s'est fait l'avocat principal de l'édition Breitkopf-Urtext, et John Eliot Gardiner l'a utilisée pour son enregistrement paru en 1995.
Entre 1996 et 2000, Bärenreiter Verlag a publié une édition critique des symphonies de Beethoven entreprise par le musicologue Jonathan Del Mar et basée sur de multiples sources, y compris des manuscrits originaux (urtext). Depuis sa publication, l′Édition Del Mar a été adoptée par plusieurs chefs d'orchestre de premier plan dont Claudio Abbado, John Eliot Gardiner et David Zinman.

### Réception et influence
Il y eut peu d'échos de la part de la critique après la création. Cependant, un an et demi après, une autre représentation fut donnée à Leipzig et donna lieu à une critique dithyrambique d'E. T. A. Hoffmann dans Allgemeine musikalische Zeitung d'avril-mai 1810. Il y décrit la nouvelle symphonie comme une « idée de génie, fruit d'une profonde réflexion portant le contenu romantique de la musique au plus haut degré de son expression ». Le critique vantait surtout le finale, « impétueux débordement de puissante imagination dont on aurait peine à trouver l'équivalent dans quelque autre symphonie. La véhémence des sentiments ne cessant de se combattre mutuellement, les contrastes constamment renouvelés, la surprise réitérée résultant de l'étrangeté des idées et de leur agencement tout à fait insolite, tout cela sollicite et captive tellement les auditeurs à tout moment de la durée entière de ce long mouvement que celui-ci ne peut manquer d'obtenir un brillant effet partout où il est bien joué. »

« La musique instrumentale de Beethoven nous ouvre l'empire du colossal et de l'immense. D'ardents rayons percent la nuit profonde de cet empire et nous percevons des ombres de géants, qui s'élèvent et s'abaissent, nous enveloppant de plus en plus et annihilant tout en nous, et pas seulement la douleur de l'infini désir dans lequel sombre et disparaît tout plaisir sitôt surgi en notes d'allégresse ; et c'est seulement dans cette douleur qui se consume d'amour, d'espoir, de joie, mais ne détruit pas, veut faire éclater notre poitrine dans un accord unanime de toutes les passions, que nous continuons à vivre et sommes des visionnaires ravis. »

— E. T. A. Hoffmann, 4 et 11 juillet 1810.
Les critiques publiées jusqu'alors dans l′Allgemeine musikalische Zeitung avaient été moins enthousiastes. Toutefois, c'est à peu près au moment où Beethoven commença à se faire éditer par Breitkopf & Härtel (entre 1808 et 1812), qui éditait l'Allgemeine musikalische Zeitung depuis 1798, que dans cette revue les articles devinrent plus favorables. Aussi, ce n'est qu'en 1820 que Beethoven aura connaissance des articles de Hoffmann consacrés à ses œuvres.
À Breslau, en novembre 1809, l'impression produite fut grande et magnifique ; le correspondant de Mannheim parle à propos du finale de « marche triomphale atteignant au plus haut degré du sublime » et « laissant dans l'âme de l'auditeur un sentiment d'élévation auquel peut seulement se comparer l'impression d'ensemble transmise par un tout petit nombre d'autres symphonies » (hiver 1811/1812).
L'œuvre dut attendre l'année 1812 pour obtenir à Vienne un assez grand succès. À Milan, la Cinquième fut portée aux nues dès sa première exécution (en 1813).
Hector Berlioz, dans un compte rendu en 1834 (dans la Gazette musicale de Paris), rapporte l'enthousiasme frénétique que déclenchèrent chez les Parisiens les trois premières exécutions de l'œuvre, données en 1828 dans un intervalle de six semaines : « Mais c'est au Finale que la Salle du Conservatoire eût offert un curieux spectacle à un observateur de sang froid. Au moment où quittant l'harmonie sinistre du scherzo pour la marche éclatante qui lui succède l'orchestre semble nous faire passer tout à coup d'une caverne du Blocksberg sous le péristyle d'un temple du soleil, les acclamations, les chut, les applaudissements, les éclats de rire convulsifs, contenus pendant quelques secondes, ont tout d'un coup ébranlé la salle avec une telle force que le puissant orchestre, submergé par cette trombe d'enthousiasme, a disparu complètement. Ce n'est qu'au bout de quelques instants d'une agitation fébrile que le spasme nerveux, dont l'auditoire entier était possédé, a permis aux instrumentistes de se faire entendre. »

« Mme Malibran, en entendant pour la première fois ce morceau, fut saisie d'une attaque de nerfs si violente qu'il fallut l'emporter hors de la salle […] pendant qu'un vieux militaire, levant les bras au ciel, s'écriait transporté : « C'est l'Empereur, c'est l'Empereur ! », et qu'un célèbre compositeur français, qui jusqu'alors avait regardé Beethoven comme un musicien dépourvu d'inspiration, avouait en tremblant de tous ses membres qu'il avait peur de devenir fou. »

— Hector Berlioz,  Journal des débats, 18 avril 1835.
L'immense enthousiasme que la symphonie déchaîna dès sa première exécution dans divers centres musicaux fit pâlir jusqu'à la critique du compositeur Louis Spohr qui, à propos d'une représentation de la symphonie en 1815 à Munich, estima que « malgré tous ses beaux passages, elle ne forme pas un ensemble classique », que la fameuse phrase d'ouverture « laisse à désirer quant à la dignité indispensable à l'ouverture d'une symphonie » et que « le dernier mouvement, avec son futile tapage, est celui qui satisfait le moins ».
Louis Spohr n'est pas le seul contemporain de Beethoven à avoir été désorienté. En 1830, le jeune Felix Mendelssohn est à Weimar auprès de Johann Wolfgang von Goethe — qui écrit régulièrement sur la musique mais ignore Beethoven de manière incompréhensible — et il raconte la scène où Goethe vacille :

« L'avant-midi, je dois lui jouer une petite heure de tous les grands compositeurs, dans l'ordre historique… Il est assis dans un coin obscur, comme un Jupiter tonnant ; et il jette des éclairs, avec ses vieux yeux. Il ne voulait pas entendre parler de Beethoven ; mais je lui ai dit que je n'y pouvais rien, et je lui ai joué le premier morceau de la Symphonie en ut mineur. « Cela le remua étrangement. Il dit d'abord : cela n'émeut en rien, cela étonne seulement, c'est grandiose ! » Il grommela encore ainsi, pendant un long moment, puis il recommença, après un long silence : « C'est très grand, c'est absolument fou ! On aurait peur que la maison s'écroule… Et si c'était joué maintenant par tous les hommes ensemble ! », et à table encore, au milieu des autres conversations, il recommença à grommeler. »

— Mendelssohn.
La symphonie acquit bientôt un statut central dans le répertoire. Comme un emblème de la musique classique, la Cinquième symphonie fut par exemple donnée pour le concert inaugural du New York Philharmonic en 1842. Innovant tant dans le domaine technique que dans la charge émotionnelle dont elle est porteuse, cette œuvre eut et continue à avoir une large influence sur les compositeurs et les critiques de musique.

## Orchestration
Écrite pour orchestre symphonique, l'œuvre voit son instrumentation étoffée par rapport aux quatre premières symphonies : une flûte piccolo pour l'aigu, un contrebasson pour le grave et trois voix de trombone (alto, ténor et basse) qui sont ajoutées pour la première fois mais n'interviennent que dans le finale. 
C'est également la première symphonie dans laquelle les cuivres ont un véritable rôle important, déjà amorcé dans la Troisième Symphonie, et brièvement abandonné dans la Quatrième.
| Instrumentation de la cinquième symphonie                                         |
| Cordes                                                                            |
| premiers violons, seconds violons, altos, violoncelles, contrebasses              |
| Bois                                                                              |
| 1 piccolo, 2 flûtes, 2 hautbois, 2 clarinettes en si ♭, 2 bassons, 1 contrebasson |
| Cuivres                                                                           |
| 2 cors en mi ♭ et en ut, 2 trompettes en ut, 3 trombones (alto, ténor et basse)   |
| Percussions                                                                       |
| 2 timbales (sol et do)                                                            |

## Structure et analyse
Dans sa Cinquième Symphonie, Beethoven ne rompt pas avec les anciens modèles pour créer une nouvelle forme. En fait, non seulement la forme du premier mouvement s'organise selon les principes d'une forme sonate très régulière, telle qu'on en trouve le modèle, tant dans les symphonies de Haydn que de Mozart, mais, à l'instar des grandes compositions classiques, elle est parfaitement équilibrée dans sa division en quatre mouvements.
Sa durée est d'environ 36 minutes.
| .      | I   | Allegro con brio                                            | - 2/4 -                         | blanche = 108                                                              | do mineur                         |
| .      | II  | Andante con moto piu moto tempo I                           | - 3/8 -                         | croche = 92 croche = 116 croche = 92                                       | la♭ majeur                        |
|        | III | Allegro                                                     | - 3/4 -                         | blanche pointée = 96                                                       | do mineur do majeur do mineur     |
| Finale | IV  | Allegro Tempo I (scherzo) Allegro Sempre più Allegro Presto | - 4/4 - - 3/4 - - 4/4 - - 2/2 - | blanche = 84 blanche pointée = 96 blanche = 84 (accel. 9 mes.) ronde = 112 | do majeur (do mineur) do majeur . |

La Cinquième Symphonie éclaire de nouveaux aspects d'un langage, l'idée du thème en particulier. Le thème beethovenien peut sembler un visage aux traits accusés, une individualité musicale qui s'affirme dans son aventure temporelle, ou bien un champ d'action qui s'exprimera diversement dans l'œuvre, y prenant de nombreux aspects. Si l'Ode à la Joie de la Neuvième symphonie incarne le premier type de thème, la Cinquième met en œuvre le second.
Le motif par lequel débute le premier mouvement (Allegro con brio) est l'un des plus célèbres de la musique occidentale. Presque rien en fait : trois sol et un mi bémol, trois brèves et une longue ("péon IV" de la rythmique grecque), une des figures les plus simples et  les plus fréquentes qui soient — Louis Spohr en déplora même le manque de « dignité ». D'ailleurs, on le retrouve dans toute la littérature musicale, comme maintes fois dans l'œuvre de Beethoven lui-même. Ainsi, ce motif transparaît dans de nombreuses œuvres de Beethoven antérieures. On le trouve déjà notamment dans l'Andante du Trio à cordes no 1, dans le finale du Trio à cordes op. 1 n° 3, également en ut mineur, dans l′Allegro de la Sonate pour piano à quatre mains op. 6, dans le finale de la Sonate pour piano no 5 op. 10 no 1, dans le Presto du Quatuor à cordes no 5 op. 18 no 5, dans la coda du premier mouvement du Concerto pour piano no 3 op. 37, dans le thème principal du Concerto pour piano no 4 op. 58, ou dans le premier mouvement de la Sonate « appassionata ».
Ces huit notes (sol-sol-sol-mi bémol, auxquelles répondent fa-fa-fa-ré) jouées fortissimo, symbolisent bien le caractère révolutionnaire de la musique de Beethoven, pleine de puissance et de passion romantique. C'est moins dans le motif rythmique que dans la ténacité avec laquelle Beethoven l'exploite pour faire de tout le premier mouvement une étude sur le rythme, que réside l'idée originale de Beethoven.
C'est bien une telle cellule, à la fois caractérisée et souple, qu'il faut au compositeur pour le développement qu'il envisage ; il l'a longuement choisie, d'ailleurs, comme le montrent les esquisses, elle ne s'est nullement révélée à lui. Car la cellule, noyau qui libérera un formidable potentiel d'énergie, doit contenir d'innombrables virtualités d'expansion. Elle connaîtra alors mille situations harmoniques, prendra mille formes mélodiques — en particulier celle qui ouvre l'œuvre — prenant tour à tour le caractère de l'affirmation ou de l'interrogation, « grâce à quoi le morceau tout entier prend, lui aussi, le caractère du dialogue le plus serré ». Dans la multitude de ses visages seulement, et dans la totalité de sa trajectoire apparaîtront les traits de cet être unique qu'est le « thème de la Cinquième Symphonie ». En soi, hors de son contexte, cette cellule appartient, presque anonyme, à tout le patrimoine musical. En revanche, telle qu'en elle-même l'œuvre la change, elle devient « le thème du Destin ». L'œuvre crée le thème.
D'après Carl Czerny, l'idée du thème serait venu à Beethoven en entendant le chant d'un loriot dans un bois (le Prater ?) bien avant la composition.
Ce n'est qu'avec la première biographie de Beethoven parue en 1840 et rédigée par Anton Schindler, qui fut le secrétaire et  assistant du compositeur vers la fin de sa vie (dont on se gardera d'ailleurs de croire tous les propos), qu'apparaît la signification extra musicale des quatre notes qui ouvrent la Symphonie en ut mineur :

« L'auteur lui-même me donna la clé de ses idées, en traitant un jour à fond la question : Ainsi le destin frappe à la porte    [So pocht das Schicksal an die Pforte] dit-il, en se référant aux premières notes de l′Allegro. »

— Schindler
Ceci explique le sous-titre parfois employé (officieusement) pour parler de la cinquième : la « Symphonie du Destin ». Mais Beethoven n'a donné de titre à ses symphonies que dans deux cas, pour la Troisième Symphonie (Eroica) et la Sixième (Pastorale).
Chantavoine écrit : « Les deux anecdotes [sur l'origine du thème] et les deux interprétations, malgré leur apparente opposition, n'offrent rien de contradictoire, surtout lorsqu'il s'agit d'un artiste comme Beethoven, chez qui la pensée s'élabore longuement avant d'atteindre son expression définitive. Que le premier germe de ce thème, plus rythmique que mélodique, ait été déposé en lui par le chant d'un oiseau, rien de plus plausible. Que le germe, prenant racine et se développant tout ensemble dans sa sub-conscience, croissant en force et en ampleur, se soit peu à peu imposé à lui, avec une insistance et une persistance telles que Beethoven y entendait la voix du sort et la poursuite de la fatalité, rien encore de plus normal. Si ce thème apparaît à l'état fragmentaire ou accidentel dans des œuvres antérieures à la Symphonie en ut mineur, il ne reparaît plus dans les œuvres ultérieures, comme s'il avait, dans celle-là, rempli son destin et épuisé ses ressources expressives ».
Cette source thématique, présente en ses mille aspects dans tous les mouvements, et les rapports harmoniques étroits qui lient ceux-ci, donnent à l'œuvre son unité. C'est une seule trajectoire, et non quatre mouvements indépendants que nous parcourons ici, trajectoire orientée, tendue vers un paroxysme. Ainsi comprise, elle peut justifier le sens symbolique qui lui est parfois  donné : la lutte avec le destin couronnée par la victoire, par l'affirmation triomphante de la vie. Le même type de parcours se trouve, sous une forme cette fois explicitée par le programme, dans l'Ouverture d'Egmont, avec un semblable "triomphe" final. Sous une tout autre lumière, et une forme nouvelle, cette trajectoire sera reprise dans la Neuvième Symphonie. 
Depuis lors, ce thème a fait l'objet de citations explicites dans plusieurs œuvres musicales. Citons entre autres Le Tricorne, ballet de Manuel de Falla et Richard Strauss, dans les Métamorphoses.
Une œuvre comme la Cinquième symphonie est d'une telle véhémence qu'elle incite réellement à une interprétation du « contenu » qui semble indéniablement aller au-delà de la « musique en soi ».

### I: Allegro con brio
« Il n’existe rien de plus simple que le motif que le maître donne pour base à tout l’allegro, et on remarque surtout avec étonnement comment il a su disposer tous les motifs secondaires, tous les épisodes, grâce à leur rapport rythmique, de façon qu’ils ne servent qu’à relever de plus en plus le caractère de tout le morceau, que ce thème ne faisait qu’indiquer. Toutes les phrases sont courtes, consistant seulement en deux ou trois mesures, et sont partagées dans une opposition constante des instruments à cordes et des instruments à vent. On pourrait croire que de semblables éléments ne sauraient produire qu’une chose morcelée, incompréhensible : mais c’est au contraire cet arrangement de l’ensemble, aussi bien que cette continuelle succession de phrases courtes et d’accords isolés, qui porte à son comble le sentiment d’un désir ardent et indicible. D'où suit que, si l’emploi du contrepoint témoigne d’une étude profonde de l’art, de même aussi les incidentes, les allusions perpétuelles au thème principal, prouvent combien le maître a non seulement embrassé l’ensemble en esprit, avec toutes ces indications caractéristiques, mais comme il l’a pénétré à fond. »

— E.T.A. Hoffmann, Allgemeine musikalische Zeitung avril-mai 1810
D'après Schindler, Beethoven voulait que l'annonce du thème du destin fût rendue Andante con moto, c'est-à-dire plus lent que Allegro con brio, afin de mieux en exprimer le caractère mystique. L’Allegro con brio ne devait commencer qu'à la sixième mesure — un des rares chefs d'orchestre à respecter cette recommandation est Wilhelm Furtwängler qui s'en explique longuement dans Beethoven et nous. Ni le fameux thème de quatre notes, ni sa répétition un ton plus bas n'indiquent tout à fait la tonalité de l'œuvre. La tonalité de mi bémol majeur serait également possible, puisque les points d'orgues s'exécutent d'abord sur la note mi bémol, fondamentale supposée, puis sur la note ré, qui pourrait être la sensible.
C'est seulement après que la phrase a été reprise plusieurs fois par les cordes que l'orchestre au complet affirme la tonalité d'ut mineur. L'orchestre au complet, ce sont les flûtes, les hautbois, les clarinettes, les bassons, les cors, plus les timbales et les cordes, allant tous par paires. La répétition constante de cette phrase progresse avec magnificence vers un puissant apogée.
L'ambiance change avec le thème B de la forme sonate, en Mi bémol majeur, donné par les violons et les bois. Seul élément  mélodique et  lyrique de cette exposition, il conserve néanmoins la présence du motif rythmique, en coups de boutoir, joué par les basses – comme une présence menaçante du destin. Se répétant sans cesse, il progresse vers un nouveau sommet, concluant l'exposition, qui est alors reprise.
Après une répétition de cette ouverture laconique, suivant en cela la forme sonate classique, Beethoven passe de l'exposition à l'exploration des idées musicales dans le développement. L'Homme y prend l'offensive à son tour contre le Destin, en utilisant à son tour, mais dans la tonalité majeure, le même thème rythmique qu'au début. Ce sont les cors et les clarinettes qui reprennent de nouveau ce thème principal, avec force, tandis que les harmonies troublantes évoquent une certaine fébrilité, l'attente d'un orage. Les cordes et les instruments à vent alternent par séquences dans un passage d'une extraordinaire tension, puis pendant un bref instant l'énergie semble retomber totalement; mais aussitôt, la musique reprend avec une tension redoublée : après plusieurs épisodes du combat, l'Homme s'est révélé le plus faible, et le destin reprend possession de son thème, en mineur de nouveau, plus accablant que jamais, avec toute la puissance de l'orchestre, afin d'aborder la réexposition.
C'est alors qu'intervient le génie de l'auteur : toute l'énergie retombe brusquement et un hautbois solo produit une plainte aux accents tragiques. Comme dans l’Orage de la Pastorale, l’instrument à vent semble figurer ici l’Homme seul, abandonné face à la menace. Tandis qu'il travaillait à sa symphonie, Beethoven avait sous les yeux cette profession de foi, tirée d'une inscription sur un temple égyptien [réf. nécessaire] : Je suis ce qui est, je suis tout ce qui est, qui était et sera. Nul mortel n'a jamais levé mon voile. L'Homme est seul, et c'est à cette solitude que toute chose doit son existence. Ce solo de hautbois, bref et poignant, qui soudain se fait entendre au milieu du tumulte pourrait figurer une expression musicale de cette solitude.
Puis aussitôt les coups de boutoir écrasant reprennent, s'élevant une nouvelle fois. Juste avant que le second thème, lyrique, resurgisse, le thème du Destin est repris avec puissance par les cors. La coda, qui occupe la dernière partie de ce mouvement, mène à son terme un développement encore plus poussé de la phrase d'ouverture, avec une force infaillible.

### II: Andante con moto
« Dans l’andante reparaît le génie formidable qui a saisi, angoissé notre âme dans l’allegro, menaçant à chaque instant du milieu d’un nuage orageux dans lequel il s’est caché, et devant ses éclairs, les formes aimables qui nous environnaient et nous consolaient s’enfuient rapidement. »

— E.T.A. Hoffmann, Allgemeine musikalische Zeitung avril-mai 1810
Le second mouvement contraste totalement avec la fougueuse énergie du premier. L'Homme vaincu semble reprendre ses forces dans un motif qui se précise et s'intensifie à chacune des variations qui constituent ce morceau – motif qui nous semble majestueux, fait de fraternité virile et d'espérance dans un avenir meilleur, en des lendemains qui chanteront. Ainsi l'Homme se réconforte, affirme sa liberté ; mais l'appel à reprendre la lutte se fera de plus en plus martial à chaque variation.
La longue mélodie débute par les altos et les violoncelles et se déploie dans plusieurs directions. Ces instruments sont bientôt rejoints par les bois et les cordes aiguës, puis par les cuivres. À l'intérieur de ce thème, le rythme du Destin du premier mouvement, présent dans le second membre de cette longue mélodie, n'est qu'à peine évoqué cette fois, et fortement ralenti ; le thème est d'abord repris par les clarinettes et les bassons, puis à pleine puissance par les cors et les trompettes.
Dans la première variation, les altos et les violoncelles tissent une chaîne de notes autour du thème du Destin qui s'élève une fois de plus jusqu'à une puissante exposition par les cuivres. Il s'ensuit un étrange et mystérieux changement d'ambiance tandis qu'à l'arrière-plan les violoncelles réitèrent un rythme menaçant, sorte de pont vers la seconde variation. Les notes liées et détachées redoublent maintenant leur tempo, tandis que les accords d'accompagnement font juste allusion à la structure du thème, et lorsque l'ensemble de l'orchestre les rejoint les notes liées et détachées des violoncelles et des basses se trouvent pratiquement étouffées.
Ensuite la musique marque une pause, jusqu'à ce que dans la troisième variation Beethoven donne libre cours à de surprenantes variations pour bois sur les notes d'ouverture de son thème ; puis l'ensemble de l'orchestre revient fortissimo (très fort) avec la seconde partie du thème. Une seconde pause intervient, le compositeur jouant de nouveau avec ces quatre notes.
Mais ces fantaisies cèdent bientôt le pas à la dernière grande exposition du thème principal. Intervient alors un moment émouvant, très beau, exécuté par les cordes grâce à une subtile altération de la mélodie ; mais le Maître ne s'attarde pas sur ce passage qu'il délaisse pour conduire le mouvement à sa conclusion sereinement victorieuse.

### III: Allegro
« Le menuet qui succède à l’andante est aussi original, aussi prenant sur l’esprit de l’auditeur qu’on pouvait l’attendre du maître, dans la composition de cette partie de la symphonie qui, dans la forme de Haydn qu’il a choisie, doit être la plus piquante et la plus spirituelle de toutes. Ce sont surtout ces modulations originales, ces résolutions sur l’accord de dominante majeure, attaqué par la basse comme la tonique du thème suivant, c’est aussi le thème, développé seulement quelques mesures, qui caractérisent si vivement la musique de Beethoven, et ces inquiétudes, ces pressentiments d’un empire idéal, où les phrases de l’allegro bouleversent l’esprit de l’auditeur, vous saisissent de nouveau. »

— E.T.A. Hoffmann, Allgemeine musikalische Zeitung avril-mai 1810
Le troisième mouvement est le point décisif du drame et revient à la clef initiale de l'œuvre. S'il est parfois appelé Scherzo (en italien, plaisanterie), l'incipit n'a rien de particulièrement humoristique et évoque plutôt une sourde menace. En outre, l'indication "Scherzo" ne figure nulle part sur la partition. Son thème semble être la résurrection du Finale de la Symphonie no 40 de Mozart : le thème de Mozart apparaît dans les carnets d'études de Beethoven à côté du thème de son Scherzo, de sorte que la ressemblance n'est certes pas le fait du hasard. Le mouvement s'ouvre donc sur ce que Robert Schumann appelait le motif interrogateur, et où l'on pourrait voir plutôt un défi au Destin dont cette fois l'Homme prend l'initiative. Le Destin bravé reprend l'offensive, avec le même thème rythmique et implacable qu'au début de premier mouvement – l'air est produit par les cors, fortissimo.
Mais le "trio" apporte cette fois une contre-offensive efficace de l'Homme ; le Maître continue d'explorer pendant un moment les deux thèmes nettement contrastés. Les violoncelles et les basses attaquent un motif bourdonnant qui recoupe fréquemment le thème principal avec un rythme vigoureux et enlevé. L'élan qui emporte l'Homme tourbillonne, il se heurte à des obstacles (sur lesquels le thème se brise net deux fois de suite) et finit par les surmonter. Et à la reprise de l'Allegro, le thème du Destin a perdu de sa force de percussion ; il se fait haletant, disloqué, assourdi. La liberté humaine ne se laisse plus submerger.
Pendant quelques secondes, à la fin de ce passage, les bois transforment ce thème en un moment au lyrisme chargé d'émotion, puis le motif de défi qui ouvrait le mouvement reprend, plein de mystère. Mais cette fois, allant à l'encontre des conventions, Beethoven maintient cette atmosphère en s'abstenant de répéter le début du mouvement. Le second thème, au lieu d'être asséné par les cors, est énoncé pianissimo par les clarinettes, puis les violons, qui le jouent pizzicato – les cordes étant pincées au lieu d'être frottées –, puis les hautbois, et une atmosphère d'attente tendue s'instaure. Les violons se font entendre au-dessus d'une note tenue longuement et qui semble annoncer l'imminence d'un événement.
La musique devient de plus en plus forte par un vertigineux crescendo, puis survient dans un style triomphal le finale héroïque. La transition avec le finale est une des transformations musicales la plus tendue et la plus juste qui soit. Encore une fois, comme souvent chez Beethoven, ce fut une dure victoire. La métamorphose est, dans tous les sens, un moment critique, que l'on peut voir comme l'établissement d'un âge révolutionnaire de l'esprit transcendant ; comme l'ascension intérieure et personnelle de Beethoven, le moment où le compositeur – de plus en plus sourd et isolé – quitte l'obscurité des paysages intérieurs pour aborder le monde avec joie ; ou, simplement, comme une magnifique appropriation des forces des tonalités majeure et mineure. Toutes ces choses sont présentes. La forme sonate, avec son thème, son anti-thème, leur opposition et leur synthèse, est le miroir parfait de la dialectique hégélienne, un établissement significatif, en musique, de l'esprit politique et philosophique du temps.
Comme Hector Berlioz le fit remarquer, le début du troisième mouvement de la Cinquième Symphonie fascine comme le regard fixe d'un hypnotiseur ; et le lien en pizzicato vers le passage au tambour nous mène dans un monde spectral et crépusculaire duquel il semble n'y avoir aucune issue. En contresens de cet arrière-plan, le tambour fait retentir son ut grave et répété, une note si chargée de la sensation d'ut mineur, à ce point de la partition, qu'à chaque nouvelle audition, toute pensée d'une résolution est, au sens normal du terme, une folie plus ou moins impensable (et il y a quelques apartés harmoniques ambigus aux contrebasses et aux violoncelles à prendre aussi en considération). À chaque nouvelle audition, le poids psychologique de tous ces facteurs est tel que nous sentons à nouveau l'impossibilité du travail de transformation. Encore un crescendo rapide, court, et le lancement d'une merveilleuse marche fière, aux contours assurés et expansifs, est absolument irrésistible.
En passant au finale l'orchestre se complète d'une flûte piccolo, d'un contrebasson et surtout de trois trombones. C'était la première fois que des trombones étaient utilisés en concert ; Mozart les avait introduits à l'opéra dans la scène de la damnation de Don Giovanni, en 1787, mais Beethoven fut le premier à les ajouter à l'orchestre symphonique.

### IV: Allegro
« Mais semblable à la lumière éclatante, éblouissante, du soleil perçant soudain la nuit profonde, le thème pompeux et triomphal du morceau final en ut majeur empli tout l’orchestre, auquel se joignent maintenant les petites flûtes, le trombone et le contrebasson. Les phrases de cet allegro sont plus larges que les précédentes ; et moins remarquables par la mélodie que par les imitations contrapuntiques et par leur force ; les modulations ne sont ni raffinées, ni incompréhensibles ; la première partie surtout a presque l’envolée vigoureuse de l’ouverture. »

— E.T.A. Hoffmann, Allgemeine musikalische Zeitung avril-mai 1810
Il ne s'agit plus maintenant que d'exploiter à fond et d'exalter une victoire irréversible. Le finale est donc une grande marche triomphale. Mais ce triomphe est-il vraiment militaire, en dépit de l'expression martiale que lui a donnée Beethoven ? L'élan conquérant de l'humanité délivrée reprend à son compte, une nouvelle fois, le thème du Destin qui reste présent dans la masse musicale, mais transformé cette fois en une mélodie dansante, tantôt avec majesté, tantôt dans un mouvement de galop – seul le rythme subsiste. Le triomphe que Beethoven dépeint ici pourrait bien être l'ultime victoire personnelle de l'être humain accompli, réconcilié avec son destin. L'ut de l'ut mineur, nous le réalisons avec une sagesse d'après coup, était aussi l'ut de l'ut majeur. Au milieu de la douleur, il y a de la joie et, en dépit de tout, des élans de victoire. Dans un monde renversé où la peine coexiste si étrangement et nécessairement avec le bonheur, la musique de Beethoven sonne vrai, en des termes que la grande masse des gens comprend intuitivement.
Dans ce dernier mouvement, une profusion d'idées nouvelles s'enchaînent en cascade. Cela commence par l'hymne triomphal repris par l'orchestre élargi, suivi ensuite par un thème sautillant exécuté par les cors, les hautbois, les clarinettes et les bassons ; puis revient le thème dansant, lui-même suivi d'un autre thème, sorte d'hymne dans lequel le motif du Destin est enchâssé ; dans un premier temps, ce thème apparaît plutôt paisible, mais il rivalise bientôt avec les thèmes précédents par sa puissance et sa grandeur. Beethoven prévoyait une reprise de l'ensemble de ce passage mais, au XIXe siècle, l'habitude fut prise de supprimer cette répétition pour passer directement au développement. Cette habitude a été conservée tout au long du XXe siècle par la plupart des chefs d'orchestre, dont Herbert von Karajan, alors que les chefs d'orchestre actuels, comme Philippe Herreweghe, Bernard Haitink ou encore Christian Thielemann, tendent au contraire à faire cette reprise voulue par le compositeur.
Dans la première partie du développement, une part importante est consacrée au thème dansant ; celui-ci se répercute d'un instrument à un autre, s'élevant graduellement vers le sommet. La musique tend à l'incandescence et enivre au-delà de toute mesure. Puis soudain, tout retombe ; cette « symphonie de victoire » (pour reprendre les termes mêmes du finale d'Egmont) s'interrompt et ici intervient un autre coup magistral de Beethoven qui a encore plus à dire : il réintroduit un écho faisant simplement allusion au thème rythmique du troisième mouvement, mais plus agonisant encore qu'à la fin de celui-ci. Dernière offensive, tout de suite enrayée du Destin – ou simple évocation des combats passés ? Le déferlement final qui s'achève en apothéose de l'Homme triomphant peut s'accommoder des deux interprétations. Le Destin est toujours présent et, comme à la fin du troisième mouvement ce thème persiste dans la répétition d'un même accord, cette fois sans les arabesques des violons.
Ensuite, les différents thèmes du triomphe sont repris ensemble et développés longuement jusqu'à produire un effet d'une énergie et d'une allégresse infinies. La partie finale commence avec une variante du thème sautillant exécuté par les cors, et, par l'augmentation graduelle du tempo ; le thème  hymnique est alors repris avec un tempo très rapide.
Quelle autre résolution serait envisageable pour cette énergie pleine d'allégresse, sinon les vingt-neuf mesures finales basées entièrement sur le triomphal accord de do majeur ? Cette fin parut lourde à beaucoup de musiciens ; pourtant, si l'exécution est à la hauteur de la passion et de l'exaltation qui émanent de la partition de Beethoven alors cette réitération vertigineuse est la seule fin possible au triomphal hymne à la foi qu'est ce chef-d'œuvre de Ludwig van Beethoven.

« Beethoven a conservé la suite ordinaire des mouvements dans la symphonie ; ils semblent être fantastiquement enchaînés l'un à l'autre et plus d'un auditeur, faute de comprendre l'ensemble, aura l'impression d'entendre une rhapsodie géniale — mais toute âme sensible et attentive sera, du début jusqu'au dernier accord, la proie d'un sentiment unique et durable : cette nostalgie indicible, tremblant devant les mystères qu'elle pressent — et longtemps encore après la fin du morceau, elle ne pourra s'arracher à ce royaume enchanté où les joies et les peines, exprimées par des sons, l'environnaient. [Ce chef-d'œuvre] exprime à un très haut degré le romantisme dans la musique. »

— E.T.A. Hoffmann, Allgemeine musikalische Zeitung avril-mai 1810
Robert Schumann de son côté écrira : « Aussi souvent qu'on l'ait entendue dans un concert public ou en son for intérieur, [la Cinquième] exerce immuablement son pouvoir sur tous les âges, tout comme certains grands phénomènes naturels qui, si fréquemment qu'ils se reproduisent, nous remplissent toujours de crainte et d'étonnement. Cette symphonie, elle aussi, sera encore jouée dans des siècles, oui, sans nul doute, elle le sera aussi longtemps que le monde et la musique existeront ».
Hector Berlioz raconte dans ses Mémoires qu'en 1828, il entraîna son professeur Jean-François Lesueur, qui n'aimait pas Beethoven, à une exécution de la Cinquième aux concerts du Conservatoire. À la sortie, Berlioz retrouve Lesueur :

« Je le rencontrai dans un couloir ; il était très-rouge et marchait à grands pas : « Eh bien, cher maître, lui dis-je ?... — Ouf ! je sors, j’ai besoin d’air. C’est inouï ! c’est merveilleux ! cela m’a tellement ému, troublé, bouleversé, qu’en sortant de ma loge et voulant remettre mon chapeau, j’ai cru que je ne pourrais plus retrouver ma tête ! Laissez-moi seul. À demain… »
Je triomphais. Le lendemain je m’empressai de l’aller voir. La conversation s’établit de prime abord sur le chef-d’œuvre qui nous avait si violemment agités. Lesueur me laissa parler pendant quelque temps, approuvant d’un air contraint mes exclamations admiratives. Mais il était aisé de voir que je n’avais plus pour interlocuteur l’homme de la veille et que ce sujet d’entretien lui était pénible. Je continuai pourtant, jusqu’à ce que Lesueur, à qui je venais d’arracher un nouvel aveu de sa profonde émotion en écoutant la symphonie de Beethoven, dit en secouant la tête et avec un singulier sourire :
— C’est égal, il ne faut pas faire de la musique comme celle-là.
— Ce à quoi je répondis : « Soyez tranquille, cher maître, on n’en fera pas beaucoup. » »

— Hector Berlioz, Mémoires, Chapitre XX

## Repères discographiques

### Éditions anciennes

#### Enregistrements mono
- Arthur Nikisch, Berliner Philharmoniker, 1913 (Deutsche Grammophon)[30]
- Arturo Toscanini, Orchestre philharmonique de New York, 1933 (Music and arts), (Naxos)[31]
- Arturo Toscanini, NBC Symphony orchestra, 1939 (Naxos)
- Willem Mengelberg, Royal Concertgebouw Orchestra d'Amsterdam, 1940 (Archipel) et (Andromeda)[32]
- Wilhelm Furtwängler, Orchestre Philharmonique de Berlin, 1943 (DG), (Music and Arts), (SWF), (Tahra)[33],[34]
- Erich Kleiber, Orchestre symphonique de la NBC, 1948 (Urania), (Andromeda)
- Bruno Walter, New York Philharmonic, 1950 (Columbia) réédition (United Archives) 2010[35]
- Arturo Toscanini, NBC Symphony orchestra, 1952 (RCA)
- Wilhelm Furtwängler, Orchestre philharmonique de Vienne, 1954 (EMI Classics)[36]
- Herbert von Karajan, Philharmonia Orchestra, 1954 (EMI Classics)[37]
- Carl Schuricht, Orchestre de la Société des Concerts du Conservatoire 1957 (EMI Classics)[38]
- André Cluytens, Berliner Philharmoniker, 1957 (EMI Classics)

#### Enregistrements stéréo
- Fritz Reiner, Orchestre symphonique de Chicago, 1955 (RCA)[39],[40]
- Otto Klemperer, Philharmonia Orchestra, 1959 (EMI Classics)[41]
- Igor Markevitch, Orchestre Lamoureux, 1959 (Philips)
- Leonard Bernstein, New York Philharmonic, 1962 (Sony Classical)
- Ferenc Fricsay, Berliner Philharmoniker, 1962 (DG)
- George Szell, Cleveland Orchestra, 1963 (Columbia) réédition (Sony Classical)
- Herbert von Karajan, Berliner Philharmoniker, 1963 (DG)[42],[43]
- Evgeny Mravinsky, Orchestre philharmonique de Leningrad, 1964, (Erato)[44]
- Eugen Jochum, Concertgebouw d'Amsterdam, 1966 (Philips)
- Carlos Kleiber, Wiener Philharmoniker, 1975 (Deutsche Grammophon)[45]
- Herbert von Karajan, Berliner Philharmoniker, 1977 (DG)[46],[47]
- Herbert von Karajan, Berliner Philharmoniker, 1984 (DG)[48]
- Nikolaus Harnoncourt, Orchestre de chambre d'Europe, 1991 (Teldec)[49],[50],[51]
- Simon Rattle, Wiener Philharmoniker, 2002 (EMI Classics)[52],[53]
- Emmanuel Krivine, La Chambre philharmonique, 2010 (Naïve)[54],[55],[56]
- Riccardo Chailly, Orchestre du Gewandhaus de Leipzig, 2011 (Decca)[57]
- Christian Thielemann, Wiener Philharmoniker, 2011 (Sony BMG)[58]
- Daniel Barenboïm, West-Eastern Divan Orchestra, 2012 (Decca)
- Mariss Jansons, Symphonieorchester des Bayerischen Rundfunks, 2013 (BR Klassik)[59],[60]

#### Enregistrements vidéo
- Herbert von Karajan, Berliner Philharmoniker, 1966 filmé par Henri-Georges Clouzot (Euroarts/Unitel Classica)

### Édition Breitkopf-Urtext (Clive Brown)
- Kurt Masur, Orchestre national de France, enregistrement Radio France, 2008 non-publié
- John Eliot Gardiner, Orchestre Révolutionnaire et Romantique, 1995 (DG)[61]

### Édition Bärenreiter (Jonathan Del Mar)
- David Zinman, Orchestre de la Tonhalle de Zurich, 1997 (Sony BMG)
- Claudio Abbado, Orchestre philharmonique de Berlin, 2001 (DG)[62],[63]
- Jos van Immerseel, Orchestre Anima Eterna, 2007 (Zig-Zag Territoires)[64],[65]

### Transcriptions pour piano
Franz Liszt commence la transcription de la Cinquième symphonie vers la fin de l’année 1835 et la termine au milieu de l'année 1837. Elle est prête à être publiée par Breitkopf & Härtel en 1839, en même temps que la transcription de la Sixième symphonie, et paraît en 1840 avec une dédicace pour son ami, le peintre et violoniste Jean-Auguste-Dominique Ingres (1780–1867).
- Leslie Howard, The complete music for solo piano, Vol. 44 – The Early Beethoven Transcriptions, 1996 (Hypérion Records)[67]

Vers le milieu de 1863, à la suite des demandes répétées de son éditeur de compléter la transcription de toutes les symphonies de Beethoven, Liszt apporta de nombreux changements à sa première version parue en 1840 : « […] ce sont presque tous des points tout à fait mineurs mais ils étaient tous calculés pour produire une version plus accessible que la première, qui est parfois si surchargée de notes qu’obéir à la lettre en supprime l’esprit. Les deux versions offrent une comparaison intéressante […] » (Leslie Howard). La seconde version de Liszt fut publiée avec le cycle complet des symphonies transcrites en 1865 par Breitkopf et Härtel et est dédiée à Hans von Bülow, l'époux de sa fille Cosima.
- Glenn Gould, 1967-1968 (Sony)
- Cyprien Katsaris, Les neuf Symphonies de Beethoven transcrites par Liszt, 1985-1989 (Teldec)
- Leslie Howard, The complete music for solo piano, vol. 22 – The Beethoven Symphonies, 1990 (Hypérion Records)
- Konstantin Scherbakov, Intégrale de la musique pour piano de Liszt vol. 15, 1998 (Naxos)

Il existe de nombreuses autres transcriptions de la Cinquième symphonie.

## Postérité
- En raison de son motif rythmique court-court-court-long et donc de sa ressemblance avec la lettre « V » (•••—) du code Morse[68], William Stephenson eut l'idée d'utiliser ce motif comme une sténographie du mot « victory » pour ouvrir l'émission radio de la BBC Les Français parlent aux Français pendant la Seconde Guerre mondiale[69] et la symphonie a été utilisée pour illustrer le film Le Jour le plus long.
- Les quatre premières notes de la symphonie sont utilisées par Brahms à la timbale dans le deuxième morceau Denn alles Fleisch de Ein deutsches Requiem, évoquant ainsi le destin humain.
- Glazounov, utilise le thème dans son ouverture Le Chant du Destin, op. 84 (1907).
- Sid Caesar et sa partenaire Nanette Fabray miment une dispute conjugale en suivant la partition de la symphonie de dans un sketch intitulé Argument to Beethoven's 5th et joué en direct à la télévision dans Your show of shows et Caesar’s hour, deux émissions de divertissement populaires dans les années 50 aux États-Unis.
- La sonde Voyager I, envoyée dans l'espace en 1977, emmène avec elle le disque Voyager Golden Record, contenant ce que la NASA a estimé être les « sons de la Terre » (Sounds of Earth) : On y a inclus le Premier Mouvement joué par l'orchestre Philharmonia dirigé par Otto Klemperer.
- Chuck Berry égratigne Beethoven avec son tube de 1956 Roll Over Beethoven. Ode à la mise à sac de l’héritage classique, à l’époque, c’est presque un appel à l’insurrection musicale. Le titre est devenu l’une des chansons les plus reprises de l’histoire du rock : on citera la version des Beatles[70], bien sûr, mais surtout celle d'Electric Light Orchestra dont la particularité est d’être entrecoupée d’extraits de la symphonie.
- Le groupe Ekseption, une formation pop jazz, devient célèbre en 1969 pour son arrangement de la 5e Symphonie dans son 33 tours Classic in Pop.
- Dans le film La Fièvre du samedi soir, l'Allegro con brio est adapté en style disco instrumental par Walter Murphy: A Fifth of Beethoven (en) — fifth étant utilisé aussi pour désigner 750 ml, le cinquième d’un gallon américain. Si Walter Murphy, pour le même film, arrange à la sauce disco Nikolaï Rimski-Korsakov et son Vol du bourdon, Piotr Ilitch Tchaïkovski ou bien encore Frédéric Chopin, seule A Fifth of Beethoven aura eu un retentissement international et fut un tube en 1976.
- Classic meets Cuba (Sony Classical 2002) adapte l'Allegro con brio à la sauce salsa.
- La symphonie complète est interprétée par un quintette de saxophones sur l'album Beethoven renovated (CPO 2002).
- Sur l’album Back on My B.S. (2009) de Busta Rhymes : en amorce de Wheel Of Fortune, des chœurs harmonisent « back on my bullshiiiiiiit » sur les quatre premières notes de la symphonie pour un résultat étonnant.
- Michel Sardou, « Beethoven », reprenant la 7e symphonie dans les couplets et la Symphonie no 5 pour le refrain, sur l'album « Hors format » (2008)
- Dans son sketch comique La pince à linge, Francis Blanche chante une chanson comique sur l'air de la symphonie no 5.
- La série de films tout publics « Beethoven » tire indirectement son nom de la Symphonie no 5. Le titre renvoie au nom du Saint Bernard « héros » du film. Celui-ci est baptisé « Beethoven » par sa famille adoptante car il aboie lorsque la petite fille de la famille joue la symphonie au piano.
- Le groupe de brutal death metal symphonique Fleshgod Apocalypse réutilise le bout de développement de l'introduction[Quoi ?] de la Symphonie no 5 comme intro de son morceau Elegy.